# Syzygium cacuminis
Syzygium cacuminis är en myrtenväxtart som först beskrevs av William Grant Craib, och fick sitt nu gällande namn av Chantaran. och John Adrian Naicker Parnell. Syzygium cacuminis ingår i släktet Syzygium och familjen myrtenväxter.
Artens utbredningsområde är Thailand.

## Underarter
Arten delas in i följande underarter:
- S. c. cacuminis
- S. c. inthanonense